# Non Siamo Soli
Singles de Eros Ramazzotti
Ci Parliamo Da Grandi
(2007) Il Tempo Tra Di Noi
(21 Mars 2008)
Non Siamo Soli est un single d'Eros Ramazzotti en duo avec le chanteur portoricain Ricky Martin.
La chanson est le premier extrait des plus grands succès d'Eros Ramazzotti, e² . Pour la première et unique fois de sa carrière, Ricky Martin a chanté en italien.
Il existe également une version espagnole de la chanson, No estamos solos, dédiée exclusivement au marché espagnol.
Le clip de Non Siamo Soli  a été tourné par le réalisateur Wayne Isham et a été tourné à Miami Beach, en Floride, en août 2007.
La chanson a fait ses débuts dans le classement des singles les plus vendus en Italie directement à la première place  et a également obtenu d'excellents résultats en Grèce, en Espagne, en Suisse et en Hongrie. En Italie, il est également entré dans le numéro un des radios les plus diffusées.

## Traces
1. Non Siamo Soli - 3:44
2. No estamos solos (version espagnole) - 3:44
3. Una Storia Importante (Remix)

## Graphiques
| Graphique (2007)                                           | De pointe <br /> position |
| ---------------------------------------------------------- | ------------------------- |
| Tableau des célibataires en Argentine                      | 14                        |
| Tableau des célibataires autrichiens                       | 45                        |
| Tableau des célibataires de Belgique (Wallonie)            | 15                        |
| Tableau des célibataires de Bulgarie                       | 13                        |
| Tableau des célibataires en Allemagne                      | 32                        |
| Tableau des célibataires en Grèce                          | 3                         |
| Top 50 des célibataires italiens                           | 1                         |
| Tableau des célibataires du Mexique                        | 19                        |
| Tableau des célibataires de Pologne                        | 52                        |
| Tableau des célibataires du Portugal                       | 38                        |
| Tableau des célibataires d'Espagne                         | 2                         |
| Tableau des célibataires suisses                           | 3                         |
| Chansons latines chaudes du panneau d' affichage américain | 21                        |
| Billboard américain Latin Pop Airplay                      | 5                         |